# Negros-Dolchstichtaube
Die Negros-Dolchstichtaube (Gallicolumba keayi), auch als Negrostaube bezeichnet, ist eine sehr seltene Art der Taubenvögel. Sie kommt ausschließlich auf den Philippineninseln Negros und Panay vor. Von der IUCN wird die Art als vom Aussterben bedroht eingeordnet (critically endangered). Grund der Ursache ist, dass die Negros-Dolchstichtaube nur ein sehr kleines Verbreitungsgebiet hat. Kontinuierliche Rodungen haben dazu geführt, dass ihr Lebensraum stark fragmentiert ist und weiter zurückgeht. Der Bestand wird auf nur noch 50 bis 250 Tauben geschätzt.

## Erscheinungsbild
Die Negros-Dolchstichtaube erreicht eine Körpergröße von 25 Zentimetern. Der Scheitel und der Mantel sind schillernd dunkelgrün, das übrige Gefieder der Körperoberseite ist kastanienbraun mit einem purpurfarbenen Schimmer. Die Körperunterseite ist weiß. Auf jeder Seite der Brust findet sich ein großer grüner und glänzender Fleck. Diese Flecken umschließen einen länglichen, leuchten orangeroten Brustfleck. Der Unterbauch ist weiß. Die Flanken und die Unterschwanzdecken sind orangefarben überwaschen. Die Schwanzfedern sind grau mit einem schwarzen Endband. Die Beine sind rot. 

## Verbreitung, Lebensraum und Bestand
Die Negros-Dolchstichtaube ist eine endemische Art der Inseln Panay und Negros. Im Nordwesten Panays wurde sie zwei Mal 1997 beobachtet. Panay ist noch etwas stärker bewaldet als Negros, so dass hier mehr Möglichkeiten bestehen, dass sich Populationen halten. Auf Panay scheint sie auch noch zu brüten. Auf Negros war die Negros-Dolchstichtaube noch im 19. Jahrhundert eine verhältnismäßig häufige Art. Sie wurde jedoch schon in den 1930er Jahren sehr selten. Seit den 1980er Jahren wurde sie auf Negros nur noch im Gebiet des Mount Kanlaon Natural Parks beobachtet, obwohl eine mehrwöchige Expedition nach dieser Art gezielt suchte. Vereinzelte weitere Sichtungen stammen auch aus dem Northern Negros Natural Park. Es scheint noch mehrere kleine Populationen im Süden von Negros, im Balinsasayao Twin Lakes Natural Park zu geben.
Die Negros-Dolchstichtaube war zumindest auf Negros eine Art des Tieflands. Hier wurden jedoch alle geeigneten Lebensräume zerstört. Beobachtet wurde die Negros-Dolchstichtaube nur noch in Höhenlagen zwischen 900 und 1.000 Metern und sie kommt möglicherweise auch noch in Höhenlagen von 1.200 Metern über NN vor. Auf Panay wurde sie in Höhenlagen von 600 Metern beobachtet.

## Verhalten
Über die Lebensweise der Negros-Dolchstichtaube liegen bislang keine Studien des Verhaltens vor. Auch Beobachtungen an in Gefangenschaft gehaltenen Vögeln fehlen. Sie sucht nach ihrer Nahrung auf dem Boden. Ihre Fortpflanzungsbiologie ist unbekannt.

## Belege

### Weblink
- Gallicolumba keayi in der Roten Liste gefährdeter Arten der IUCN 2013.1. Eingestellt von: BirdLife International, 2012. Abgerufen am 31. Oktober 2013.